# Rosita Melo
Rosa Clotilde Mele Luciano, conocida como Rosita Melo (9 de julio de 1897, Montevideo - 12 de agosto de 1981, Buenos Aires), fue una pianista, compositora y concertista uruguaya de ascendencia italiana, que vivió en Buenos Aires desde los tres años de edad hasta su muerte. Es la autora del famoso vals criollo Desde el alma por el cual sería reconocida como la primera mujer compositora rioplatense de renombre mundial.

## Biografía
Rosita Melo nació en Montevideo (Uruguay), hija de Michele Mele y Rosa Luciano, originarios de Rionero in Vulture, Basilicata. Se radicaron en Montevideo a finales del ochocientos, naciendo allí sus nueve hijos, entre ellos Rosa Clotilde nacida el 9 de julio de 1897.  Fue bautizada en la Catedral de Montevideo. Poco tiempo después, emigraron a la Argentina en 1900. En Buenos Aires demostró vocación por la música y realizó estudios de piano completos. Se tituló de profesora de piano y concertista en el Conservatorio Thibaud-Piazzini.
En 1922 se casó con el joven poeta Victor Piuma Vélez, quien escribiría los versos de todas las composiciones de Rosita. Durante toda su vida compuso tangos, valses clásicos y criollos, pasodobles, polkas y marchas. Entre ellos, Oración, Tatita y Aquel entonces, y  los valses Yo te adoro, Por el camino, Una lágrima para papá, Cuando de ti ya lejos y Aquellos catorce años.
Los poemas de su esposo Victor fueron publicados en diarios y revistas culturales. En el libro Antología de poetas jóvenes fueron publicados poemas suyos junto a los de Alfonsina Storni y otros poemas de famosos. Rosita dio conciertos de música clásica y popular en diferentes centros culturales de Buenos Aires, obteniendo medallas y premios. Fue designada representante de la música en un acto realizado en el Teatro Colón de Buenos Aires, ocupando el palco correspondiente a S.A.D.A.I.C. durante un homenaje hecho el Día de la mujer.
En 1976 murió su esposo. El 12 de agosto de 1981 Rosita Melo falleció en Buenos Aires. Sus restos están en el Rincón de las Personalidades del Cementerio de la Chacarita, donde levantaron un monumento.

### Desde el alma
Entre 1911 y 1917 (no se sabe el año exacto), cuando tenía entre 14 y 20 años, compuso la música de su primer vals, Desde el alma, mundialmente famoso, al cual se le puso letra años después. Rosita solo dijo que era una obra de su adolescencia. En 1921 ya Roberto Firpo había grabado el vals de Rosita en versión instrumental.
En 1948 Homero Manzi incluyó este vals en la película Pobre mi madre querida, cantado por Hugo del Carril y con letra reescrita por él mismo, previo permiso al anterior autor. De Manzi son los versos famosos y que se reinterpretan en sus versiones de otros músicos:

Alma si tanto te han herido
¿por qué te niegas al olvido?

¿por qué prefieres
llorar lo que has perdido
buscar lo que has querido
llamar lo que murió?

## Homenaje
El día viernes 30 de agosto de 2013, en la zona de Las Canteras del Parque Rodó de la ciudad de Montevideo y con la presencia de autoridades del Gobierno Departamental y de la Junta Departamental de Montevideo, se descubrió una escultura en homenaje a la artista, obra del maestro Antonio Masini. La escultura fue una donación de Basilicata, región de Italia, a la ciudad de Montevideo.